# 北九州市旧門司税関

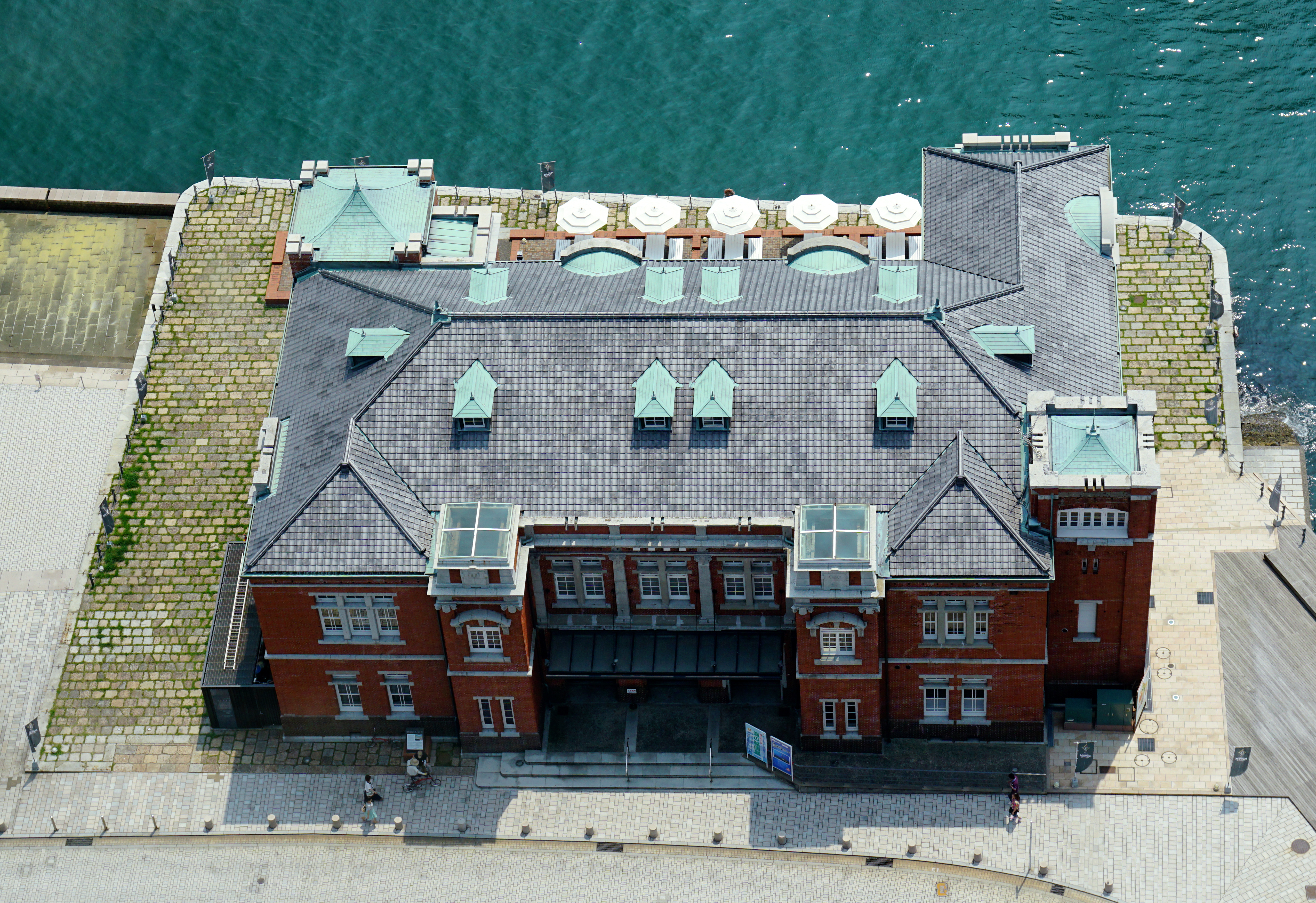
上空より

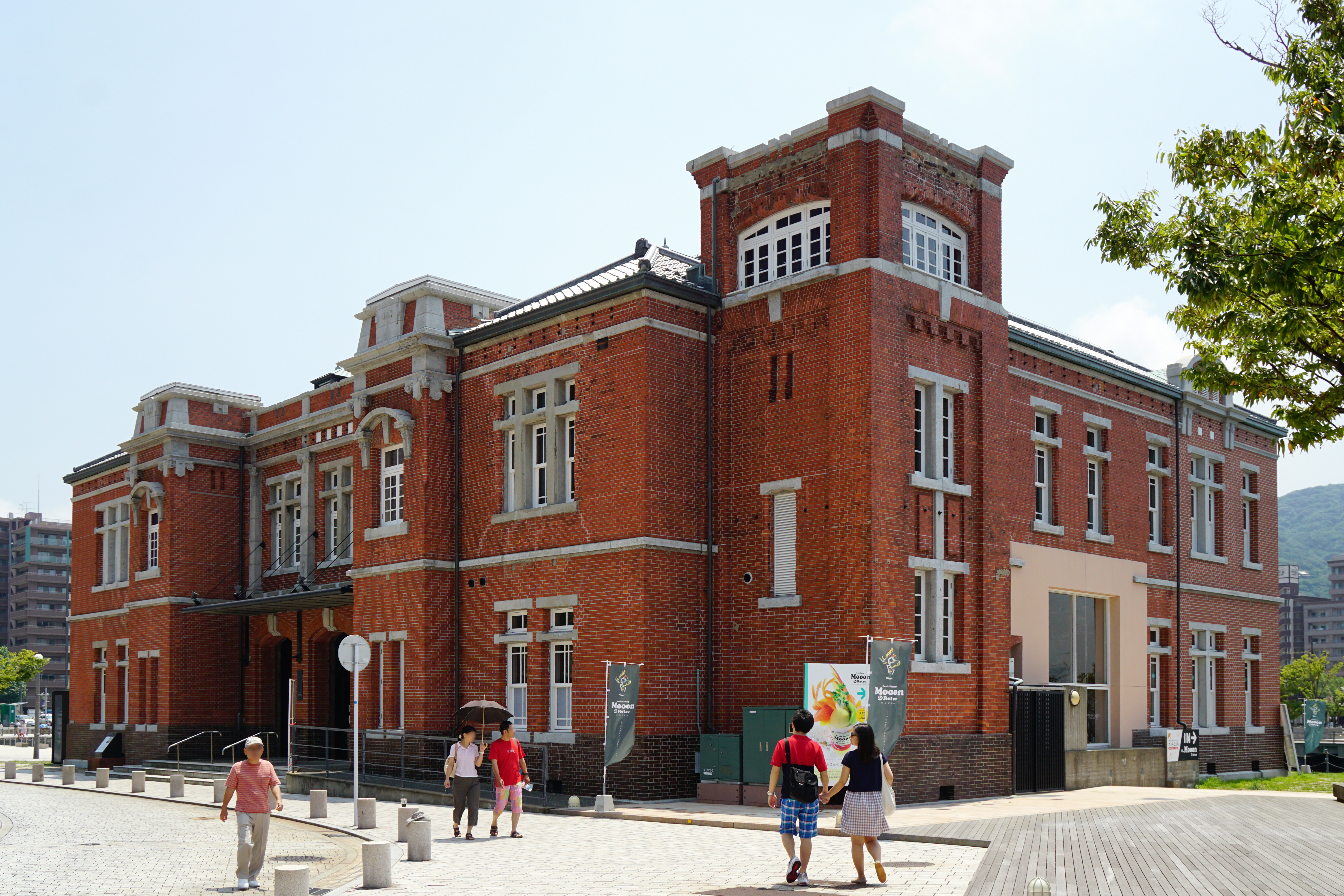
北東側

北九州市旧門司税関（きたきゅうしゅうし きゅうもじぜいかん）は福岡県北九州市門司区の門司港地区にある歴史的建造物を復元した建築物。

## 概要
1912年（明治45年）3月、前々年に焼失した門司税関の2代目の庁舎として建設、1927年（昭和2年）西海岸に3代目の庁舎となる旧合同庁舎が完成するまで使用された。
その後民間に払い下げられ、1945年（昭和20年）6月の門司空襲によって屋根がなくなり、修復される直前は窓はモルタルで塞がれ、倉庫（松庫ビル）として使用されていた。
歴史的意義を踏まえ、門司港レトロ事業の一環として修復されることとなったが、傷みがひどく、過去の写真などを元に1991年（平成3年）から4年の歳月をかけて外観が復元された。内部は鉄骨により独立の架構が設置されている。
1995年（平成7年）3月25日に他の施設と共にグランドオープンし、1階は税関常設展示コーナー、エントランスホール、休憩室、喫茶店「レトロカフェ」、展示室、2階はギャラリーと展望室となっている。また、2007年（平成19年）11月30日には、近代化産業遺産（31北九州炭鉱 - 筑豊炭田からの石炭輸送・貿易関連遺産）に認定された。

## 周辺施設
- 門司港レトロハイマート
- 北九州市大連友好記念館
- ブルーウイングもじ

## 交通
- JR九州 門司港駅から徒歩5分。
- 関門汽船 門司港桟橋から徒歩4分。
- 関門橋 門司港ICから車で約7分。
- 九州自動車道 門司ICより車で約8分。
- 北九州高速 春日ランプより車で約5分。